# Naruto Shippuden: Ultimate Ninja 5
Naruto Shippuden: Ultimate Ninja 5 (noto in Giappone come  Naruto Shippuden: Narutimate Accel 2 (ＮＡＲＵＴＯ－ナルト－ 疾風伝 ナルティメットアクセル２?, Naruto Shippuden: Narutimetto Akuseru 2)) è un videogioco di combattimento per PlayStation 2, basato sulla serie di manga e anime Naruto di Masashi Kishimoto, seguito del videogioco Naruto Shippuden: Ultimate Ninja 4.
Il gioco è uscito in Giappone nel 2007, ma la sua pubblicazione in Europa è avvenuta il 27 novembre 2009.
Questo gioco rappresenta l'ultimo della serie Ultimate Ninja per Playstation 2 ed è l'unico ad aver il doppiaggio giapponese, dato che non è uscito in Nord America. È anche l'ultimo capitolo con il nome originale della serie in Occidente.

## Modalità di gioco
Nel gioco è stato introdotto un nuovo controllo degli alleati da usare nella battaglia, durante il corso del combattimento si può ricorrere all'aiuto dell'alleato scelto che combatte al fianco del giocatore e permette di usare tecniche combinate. Per esempio scegliendo Naruto e Sasuke nello stesso team si può colpire il nemico con il Rasengan e il Mille Falchi contemporaneamente.
Nel gioco è stata introdotta anche una nuova modalità GdR, migliorata rispetto ai titoli precedenti. Si ha la possibilità di formare un team di tre ninja (i personaggi da usare per formare il gruppo sono: Naruto Uzumaki, Sakura Haruno, Kakashi Hatake, Neji Hyuga, Sai e in alcuni momenti Sasuke Uchiha), con l'aggiunta di un quarto membro che ha degli effetti sulla squadra. Inoltre i primi tre membri del Team possono essere potenziati ottenendo dei punti, in modo da imparare nuove tecniche e potenziare quelle già acquisite. La modalità GdR segue la storia originale del manga fino al ritrovamento di Sasuke.
La mappa è stata ingrandita con l'aggiunta di molte nuove aree, come la base dell'Akatsuki e il nascondiglio di Orochimaru. Un altro miglioramento è quello grafico, infatti i personaggi e gli ambienti sono stati realizzati in modo da sembrare uguali all'anime.
La storia, che in precedenza si fermava alla sconfitta dei cloni di Itachi e Kisame, viene continuata fino al primo scontro con Sasuke e vengono aggiunti nuovi livelli.

## Personaggi giocabili
- Naruto Uzumaki (Modalità Quarto risveglio)
- Sakura Haruno
- Sai
- Kakashi Hatake
- Neji Hyuga
- Rock Lee
- Tenten
- Gai Maito
- Shikamaru Nara
- Choji Akimichi
- Ino Yamanaka
- Asuma Sarutobi
- Kiba Inuzuka
- Shino Aburame
- Hinata Hyuga
- Kurenai Yuhi
- Il quinto Kazekage: Gaara
- Kankuro
- Temari
- Vecchia Chiyo
- Itachi Uchiha
- Kisame Hoshigaki
- Deidara
- Sasori della Sabbia Rossa
- Vecchia Chiyo
- Sasori della Sabbia Rossa (Modalità Marionetta umana)
- Jiraiya
- Tsunade
- Shizune
- Yamato
- Orochimaru
- Kabuto Yakushi
- Sasuke Uchiha
- Naruto Uzumaki (Modalità Volpe a Nove Code)
- Sasuke Uchiha (Modalità Segno maledetto secondo livello)
- Sakura Haruno
- Neji Hyuga
- Rock Lee (Modalità Pugno debole)
- Tenten
- Shikamaru Nara
- Choji Akimichi (Modalità Super Choji)
- Ino Yamanaka
- Kiba Inuzuka
- Shino Aburame
- Hinata Hyuga
- Hanabi Hyuga
- L'esercito di Konohamaru
- Anko Mitarashi
- Il primo Hokage
- Il secondo Hokage
- Il terzo Hokage
- Il Fulmine Giallo
- Gaara della Sabbia (Modalità Posseduto)
- Kankuro
- Temari
- Kimimaro (Modalità Segno maledetto secondo livello)
- Sakon (Modalità Segno maledetto secondo livello)
- Kidomaru (Modalità Segno maledetto secondo livello)
- Jirobo (Modalità Segno maledetto secondo livello)
- Tayuya (Modalità Segno maledetto secondo livello)
- Zabuza Momochi
- Haku